# エンディングカット
『エンディングカット』は、2019年2月2日にFMシアターで放送され、令和元年度文化庁芸術祭ラジオ部門大賞を受賞したNHK津放送局制作のオーディオドラマ『エンディング・カット』を原作として、2022年3月19日にNHK総合「土曜ドラマ」で放送されたテレビドラマ。主演は芦田愛菜。
女子高生がエンディングカットの仕事をする父親の姿を通して、決して避けることのできない大切な人の死に向き合いながら成長していく姿を描く。

## あらすじ
絵を描くのが大好きな高校3年生の迫田結は、美容室を経営している父親の和俊が妻であり結の母親でもある七海に美容室の仕事を任せて出張カットへ出かけているのが気になっていた。そんなある日、画塾へ向かう最中に結は和俊が車に乗って出張カットへ向かう姿を目撃したため後を追うと、そこはとある葬儀場だった。仕事をしようとしている和俊に結が問い詰めると、和俊は遺族の声に耳を傾けながら納棺前の故人の髪をセットする「エンディングカット」という仕事をしていると打ち明ける。

## キャスト
迫田結
演 - 芦田愛菜
本作の主人公。海辺の街に住む高校3年生。絵を描くことが好きで美大進学を目指している。
迫田和俊
演 - 佐藤隆太
結の父親。妻の七海とともに美容院を経営している。
迫田七海
演 - 広末涼子
結の母親。
那須薫
演 - マイコ
結が通う画塾の講師。
山本喜美子
演 - 池津祥子
夫婦で美容室に通う地元の常連客。
清水智子
演 - 田畑志真
明るく、おちゃめで元気な結の親友。
細川達也
演 - 玉置玲央
エンディングカットを依頼した遺族の長男。
渡辺美咲
演 - 菊池佳南
渡辺の一人娘でエンディングカット技師。
三谷勇輔
演 - 鈴木宗太郎
葬儀会社の若手職員。
渡辺正人
演 - 鶴見辰吾
理容師でエンディングカット技師。

## スタッフ
- 原作 - 新井まさみ
- 脚本 - 大池容子
- 音楽 - 小田朋美、石若駿
- 挿入歌 - 中村佳穂「circle」
- 制作統括 - 松川博敬
- プロデューサー - 大久保篤
- 演出 - 原英輔